# Ernst Wibel
Ernst Wibel (* 1802; † 1863) war ein deutscher Rechtsanwalt und Parlamentarier.

## Leben
Ernst Wibel war der jüngere Sohn des oldenburgischen Regierungsdirektors im Fürstentum Lübeck Ludwig Conrad Leopold Wibel (1768–1831). Der spätere Landtagsabgeordnete Wilhelm Wibel (1800–1864) war sein Bruder. Die beiden Brüder wurden in amtlichen Publikationen als Wibel I (Wilhelm) und Wibel II (Ernst) unterschieden. Seine Schwester Maria Amalia Anna (1798–1833) heiratete den oldenburgischen Oberregierungsrat Ernst Hellwag (1780–1862).
Er studierte Rechtswissenschaften an der Ruprecht-Karls-Universität Heidelberg und der Georg-August-Universität Göttingen. 1822 wurde er Mitglied des Corps Guestphalia Heidelberg. 1825 schloss er sich dem Corps Brunsviga Göttingen an. Nach dem Studium war er zunächst Advokat und in der Folge Obergerichtsanwalt in Schwartau im Fürstentum Lübeck.
Von 1848 bis 1849 und von 1851 bis 1852 gehörte Wibel dem Oldenburgischen Landtag an.